# Jan Klemens Minasowicz

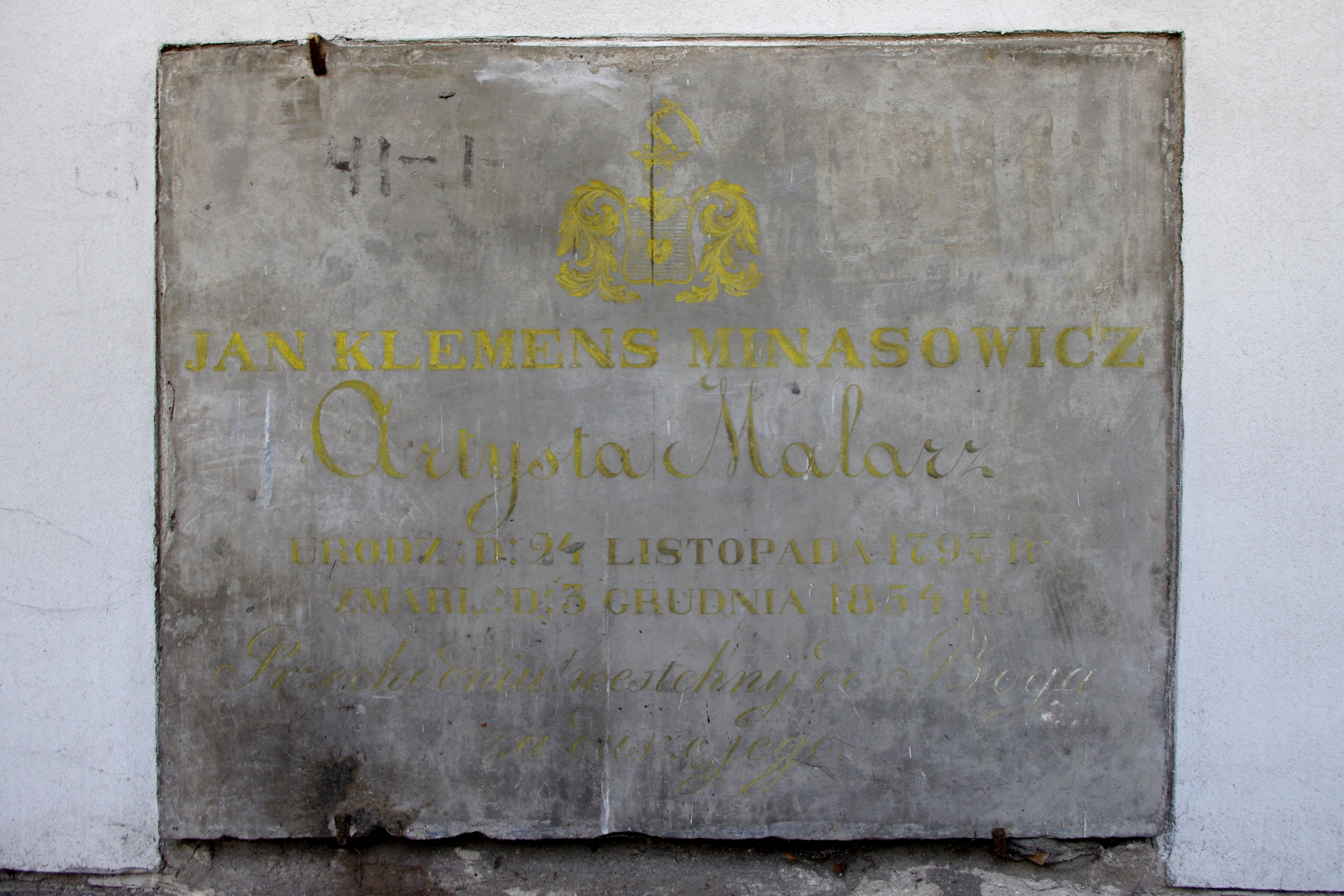
Grób malarza Jana Klemensa Minasowicza w katakumbach warszawskiego cmentarza Powązkowskiego

Jan Klemens Minasowicz (ur. 24 listopada 1797, zm. 3 grudnia 1854) – polski malarz, grafik, kolekcjoner i antykwariusz dzieł sztuki, brat Józefa Dionizego Minasowicza, nauczyciel rysunku Cypriana Kamila Norwida.
Był synem kupca Augusta Minasowicza, z pochodzenia Ormianina, właściciela sklepu korzennego i kamienicy przy Krakowskim Przedmieściu nr 443 w Warszawie. Jako młody chłopak ukończył szkołę pijarską na Żoliborzu, a następnie studiował na Królewskim Uniwersytecie Warszawskim.
Był cenionym w środowisku warszawskim artystą. Kilkakrotnie wystawiał swoje prace na wystawach między 1817 a 1829. W prowadzonej przez siebie pracowni, w rodzinnym domu zajmował się kopiowaniem obrazów znanych malarzy włoskich, tworzył portrety i pejzaże, udzielał lekcji rysunku, w tym między innymi Cyprianowi Kamilowi Norwidowi w latach 1840-1842.
W historii Warszawy zapisał się głównie jako ekscentryk i człowiek obłąkany. Według opracowania Juliusza Wiktora Gomulickiego, wykradł z cmentarza głowę swojej platonicznej miłości i wraz ze studentami medycyny w tajemnicy ją zabalsamował. Głowa ponoć towarzyszyła mu w jego zagranicznych podróżach, w tym w 1829 roku do Francji. Sekretem pozostaje, jak przemycał słój zawierający makabryczną relikwię w dobie popowstaniowej. Poza tym Minasowicz kolekcjonował stare bułki z warszawskich piekarni oraz klepsydry z murów cmentarnych i kościelnych.
Tuż przed śmiercią żył bardzo skromnie, oszczędzając na wszystkim, znaleziono go martwego z receptą, której nie wykupił, uznając cenę leków za zbyt wygórowaną. Mimo tego wspierał finansowo najbiedniejszych, a w jego mieszkaniu znaleziono sporą sumę pieniędzy, która pozwoliłaby mu żyć jeszcze wiele lat w dostatku.
Został pochowany w katakumbach na warszawskich Powązkach (rząd 60-6).